# Rodrigo Schlegel
Rodrigo Adrián Schlegel (Remedios de Escalada, Buenos Aires; Argentina, 3 de abril de 1997) es un futbolista argentino. Juega como defensor central y su actual equipo es Orlando City S. C. de la Major League Soccer.

## Trayectoria

### Racing Club
Rodrigo Schlegel pasó por el sistema juvenil en Racing Club, pasando de la Selección de fútbol sub-20 de Argentina a  Racing Club II en 2017 antes de hacer su debut senior el 2 de diciembre de 2017, comenzando en un empate 2-2 contra Newell's Old Boys.

### Orlando City Soccer Club
El 23 de diciembre de 2019, Schlegel firmó un contrato de préstamo por un año con el Orlando City Soccer Club de la MLS antes de la temporada 2020. Hizo su debut el 7 de marzo, comenzando en una derrota por 2-1 ante Colorado Rapids. Fue su única aparición antes de que la temporada fuera interrumpida por la pandemia de COVID-19. En cambio, la MLS celebró un torneo al estilo de la Copa Mundial de Fútbol a través del MLS is Back Tournament. 
Schlegel hizo tres apariciones durante la competición, todas como sustituto en los últimos 10 minutos de juegos en los que Orlando ganaba por un margen de un gol, ingresando como defensa central para ayudar a ver los partidos. Ganaron los tres juegos en los que apareció. 
Schlegel fue sustituto no utilizado en cuatro de los primeros cinco juegos al regresar a la temporada regular, Schlegel fue entregado solo su tercera apertura de la temporada contra los rivales de Florida, Inter Miami CF el 12 de septiembre y se vio envuelto en una controversia cuando fue expulsado temporalmente por una segunda Tarjeta penal y concedió un penal. Inicialmente no convocado, la acción disciplinaria vino del VAR antes de que una segunda consulta detectara un fuera de juego que anulaba la jugada. A pesar del drama, Schlegel no solo se destacó por su fuerte exhibición defensiva, sino también por su comportamiento combativo y apasionado. Como resultado, se confió en él para comenzar en cuatro de los siguientes cinco juegos con Orlando en medio de una racha invicta récord del club antes de terminar la temporada como suplente. 
El 21 de noviembre, Orlando jugó su primer partido de Playoffs de la MLS en la historia contra el New York City FC. Con el marcador empatado 1-1 en la prórroga y Orlando derribando a un hombre, Schlegel de nuevo sustituyó a un tres en el minuto 101 para ayudar a ver el empate. El partido pasó a la tanda de penaltis en la que Schlegel actuó como portero de emergencia después de que Pedro Gallese recibiera una segunda Tarjeta penal por salir temprano de su línea de meta. 
Orlando inicialmente intentó hacer una sustitución para traer al portero suplente Brian Rowe al juego con Schlegel saliendo, sin embargo, esta sustitución finalmente fue anulada luego de una larga demora. Schlegel permitió dos penales exitosos antes de hacer la salvada decisiva contra Guðmundur Þórarinsson, ayudando a Orlando a una victoria por 6–5 y un lugar en las semifinales de conferencia. 
Schlegel hizo que su cambio de préstamo se hiciera permanente como parte de los movimientos de la lista de final de temporada del club el 2 de diciembre de 2020.

## Estadísticas

### Clubes
Actualizado de acuerdo al último partido jugado el 6 de agosto de 2025.
| Club                              | Div.          | Temporada     | Liga  | Liga  | Copas nacionales | Copas nacionales | Torneos internacionales | Torneos internacionales | Total | Total |
| Club                              | Div.          | Temporada     | Part. | Goles | Part.            | Goles            | Part.                   | Goles                   | Part. | Goles |
| --------------------------------- | ------------- | ------------- | ----- | ----- | ---------------- | ---------------- | ----------------------- | ----------------------- | ----- | ----- |
| Racing Club Argentina             | 1.ª           | 2017-18       | 4     | 0     | —                | —                | —                       | —                       | 4     | 0     |
| Racing Club Argentina             | 1.ª           | 2018-19       | 1     | 0     | —                | —                | 1                       | 0                       | 2     | 0     |
| Racing Club Argentina             | Total club    | Total club    | 5     | 0     | 0                | 0                | 1                       | 0                       | 6     | 0     |
| Orlando City S. C. Estados Unidos | 1.ª           | 2020          | 13    | 0     | —                | —                | —                       | —                       | 13    | 0     |
| Orlando City S. C. Estados Unidos | 1.ª           | 2021          | 23    | 0     | —                | —                | —                       | —                       | 23    | 0     |
| Orlando City S. C. Estados Unidos | 1.ª           | 2022          | 30    | 1     | 6                | 1                | —                       | —                       | 36    | 2     |
| Orlando City S. C. Estados Unidos | 1.ª           | 2023          | 29    | 0     | 1                | 0                | 2                       | 0                       | 32    | 0     |
| Orlando City S. C. Estados Unidos | 1.ª           | 2024          | 33    | 1     | —                | —                | 3                       | 0                       | 36    | 1     |
| Orlando City S. C. Estados Unidos | 1.ª           | 2025          | 23    | 0     | 2                | 0                | 3                       | 1                       | 28    | 1     |
| Orlando City S. C. Estados Unidos | Total club    | Total club    | 151   | 2     | 9                | 1                | 8                       | 1                       | 168   | 4     |
| Total carrera                     | Total carrera | Total carrera | 156   | 2     | 9                | 1                | 9                       | 1                       | 174   | 4     |
| 1. 2. 3.                          |               |               |       |       |                  |                  |                         |                         |       |       |

## Palmarés

### Campeonatos nacionales
| Título              | Club               | País           | Año     |
| ------------------- | ------------------ | -------------- | ------- |
| Primera División    | Racing Club        | Argentina      | 2018-19 |
| Trofeo de Campeones | Racing Club        | Argentina      | 2019    |
| U.S. Open Cup       | Orlando City S. C. | Estados Unidos | 2022    |